# Mert Çetin
Yıldırım Mert Çetin (Çankaya, 1º gennaio 1997) è un calciatore turco, difensore dell'Ankaragücü.

## Caratteristiche tecniche
È un difensore centrale: gioca principalmente nella corsia di destra, ma può anche adattarsi a centrale sinistro. Dotato di foga agonistica, aggressività, velocità e forza fisica, afferma di ispirarsi a Sergio Ramos.

## Carriera

### Club

#### Inizi
Cresciuto nei settori giovanili del Gençlerbirliği, nella stagione 2016-2017 milita nell'Hacettepe. Dopo un solo anno fa tuttavia ritorno al Gençlerbirliği, su volontà dell'allenatore Ümit Özat, per acquisire esperienza nella massima serie turca. Esordisce in Süper Lig il 19 novembre 2017, disputando il match contro il Kayserispor.

#### Roma
Il 16 agosto 2019, la Roma ufficializza l'acquisto del difensore turco, al prezzo di 3,5 milioni di euro: il giocatore sigla con i giallorossi un contratto quinquennale. Debutta con la squadra (oltre che in Serie A) nel successo per 2-1 con il Milan.

#### Verona e i vari prestiti
Il 24 agosto 2020 viene ufficializzato il trasferimento del turco in prestito al Verona, con diritto di riscatto e controriscatto. Debutta con i gialloblù alla prima giornata di campionato, partendo come titolare nello scontro con la Roma poi vinto a tavolino dagli scaligeri.
Il 15 gennaio 2022 passa in prestito al Kayserispor.
Rientrato al Verona, il 6 agosto 2022 viene ceduto in prestito al Lecce. Esordisce con i salentini il 13 agosto, alla prima giornata di Serie A, nella partita persa per 1-2 in casa contro l'Inter; questa rimane la sua unica presenza in maglia giallo-rossa.
Il 17 gennaio 2023, il club pugliese annuncia la risoluzione del prestito del calciatore, che fa rientro al Verona. Due giorni dopo Çetin viene ceduto in prestito all'Adana Demirspor, tornando così nella Süper Lig turca. Il 10 luglio successivo, tornato dall'Adana Demirspor, il Verona lo gira nuovamente in prestito con diritto di riscatto in Turchia, stavolta all'Ankaragücü.
Il 9 luglio 2024, il difensore risolve ufficialmente il proprio contratto con il Verona.

### Nazionale
Ha collezionato complessivamente 3 presenze nella nazionale turca Under-21, esordendo l'11 settembre 2018 contro i pari età della Svezia.
Il 17 novembre 2019 debutta in nazionale maggiore rimpiazzando Merih Demiral nella sfida vinta 0-2 contro Andorra.

## Statistiche

### Presenze e reti nei club
Statistiche aggiornate al 26 maggio 2024.
| Stagione              | Squadra               | Campionato            | Campionato | Campionato | Coppe nazionali | Coppe nazionali | Coppe nazionali | Coppe continentali | Coppe continentali | Coppe continentali | Altre coppe | Altre coppe | Altre coppe | Totale | Totale |
| Stagione              | Squadra               | Comp                  | Pres       | Reti       | Comp            | Pres            | Reti            | Comp               | Pres               | Reti               | Comp        | Pres        | Reti        | Pres   | Reti   |
| --------------------- | --------------------- | --------------------- | ---------- | ---------- | --------------- | --------------- | --------------- | ------------------ | ------------------ | ------------------ | ----------- | ----------- | ----------- | ------ | ------ |
| 2016-2017             | Hacettepe             | 2. Lig                | 30         | 1          | CT              | 1               | 0               | -                  | -                  | -                  | -           | -           | -           | 31     | 1      |
| 2017-2018             | Gençlerbirliği        | SL                    | 2          | 0          | CT              | 4               | 0               | -                  | -                  | -                  | -           | -           | -           | 6      | 0      |
| 2018-2019             | Gençlerbirliği        | 1. Lig                | 25         | 1          | CT              | 1               | 0               | -                  | -                  | -                  | -           | -           | -           | 26     | 1      |
| Totale Gençlerbirliği | Totale Gençlerbirliği | Totale Gençlerbirliği | 27         | 1          |                 | 5               | 0               |                    | -                  | -                  |             | -           | -           | 32     | 1      |
| 2019-2020             | Roma                  | A                     | 6          | 0          | CI              | 0               | 0               | UEL                | 0                  | 0                  | -           | -           | -           | 6      | 0      |
| 2020-2021             | Verona                | A                     | 6          | 0          | CI              | 1               | 0               | -                  | -                  | -                  | -           | -           | -           | 7      | 0      |
| 2021-gen. 2022        | Verona                | A                     | 2          | 0          | CI              | 1               | 0               | -                  | -                  | -                  | -           | -           | -           | 3      | 0      |
| Totale Hellas Verona  | Totale Hellas Verona  | Totale Hellas Verona  | 8          | 0          |                 | 2               | 0               |                    | -                  | -                  |             | -           | -           | 10     | 0      |
| gen.-giu. 2022        | Kayserispor           | SL                    | 10         | 1          | CT              | 3               | 0               | -                  | -                  | -                  | -           | -           | -           | 13     | 1      |
| 2022-gen. 2023        | Lecce                 | A                     | 1          | 0          | CI              | 0               | 0               | -                  | -                  | -                  | -           | -           | -           | 0      | 0      |
| gen.-giu. 2023        | Adana Demirspor       | SL                    | 10         | 0          | CT              | 0               | 0               | -                  | -                  | -                  | -           | -           | -           | 10     | 0      |
| 2023-2024             | Ankaragücü            | SL                    | 18         | 0          | CT              | 5               | 0               | -                  | -                  | -                  | -           | -           | -           | 23     | 0      |
| Totale carriera       | Totale carriera       | Totale carriera       | 110        | 3          |                 | 16              | 0               |                    | 0                  | 0                  |             | -           | -           | 126    | 3      |

### Cronologia presenze e reti in nazionale
| Cronologia completa delle presenze e delle reti in nazionale ― Turchia | Cronologia completa delle presenze e delle reti in nazionale ― Turchia | Cronologia completa delle presenze e delle reti in nazionale ― Turchia | Cronologia completa delle presenze e delle reti in nazionale ― Turchia | Cronologia completa delle presenze e delle reti in nazionale ― Turchia | Cronologia completa delle presenze e delle reti in nazionale ― Turchia | Cronologia completa delle presenze e delle reti in nazionale ― Turchia | Cronologia completa delle presenze e delle reti in nazionale ― Turchia |
| Data                                                                   | Città                                                                  | In casa                                                                | Risultato                                                              | Ospiti                                                                 | Competizione                                                           | Reti                                                                   | Note                                                                   |
| ---------------------------------------------------------------------- | ---------------------------------------------------------------------- | ---------------------------------------------------------------------- | ---------------------------------------------------------------------- | ---------------------------------------------------------------------- | ---------------------------------------------------------------------- | ---------------------------------------------------------------------- | ---------------------------------------------------------------------- |
| 17-11-2019                                                             | Andorra la Vella                                                       | Andorra                                                                | 0 – 2                                                                  | Turchia                                                                | Qual. Euro 2020                                                        | -                                                                      | 80’                                                                    |
| 11-11-2020                                                             | Istanbul                                                               | Turchia                                                                | 3 – 3                                                                  | Croazia                                                                | Amichevole                                                             | -                                                                      | 46’                                                                    |
| Totale                                                                 |                                                                        | Presenze                                                               | 2                                                                      |                                                                        | Reti                                                                   | 0                                                                      |                                                                        |

| Cronologia completa delle presenze e delle reti in nazionale ― Turchia under 21 | Cronologia completa delle presenze e delle reti in nazionale ― Turchia under 21 | Cronologia completa delle presenze e delle reti in nazionale ― Turchia under 21 | Cronologia completa delle presenze e delle reti in nazionale ― Turchia under 21 | Cronologia completa delle presenze e delle reti in nazionale ― Turchia under 21 | Cronologia completa delle presenze e delle reti in nazionale ― Turchia under 21 | Cronologia completa delle presenze e delle reti in nazionale ― Turchia under 21 | Cronologia completa delle presenze e delle reti in nazionale ― Turchia under 21 |
| Data                                                                            | Città                                                                           | In casa                                                                         | Risultato                                                                       | Ospiti                                                                          | Competizione                                                                    | Reti                                                                            | Note                                                                            |
| ------------------------------------------------------------------------------- | ------------------------------------------------------------------------------- | ------------------------------------------------------------------------------- | ------------------------------------------------------------------------------- | ------------------------------------------------------------------------------- | ------------------------------------------------------------------------------- | ------------------------------------------------------------------------------- | ------------------------------------------------------------------------------- |
| 11-9-2018                                                                       | Helsingborg                                                                     | Svezia under 21                                                                 | 0 – 1                                                                           | Turchia under 21                                                                | Qual. Europeo Under-21 2019                                                     | -                                                                               | 89’                                                                             |
| 12-10-2018                                                                      | Le Petit-Quevilly                                                               | Francia under 21                                                                | 1 – 0                                                                           | Turchia under 21                                                                | Amichevole                                                                      | -                                                                               |                                                                                 |
| 16-10-2018                                                                      | Felcsút                                                                         | Ungheria under 21                                                               | 1 – 2                                                                           | Turchia under 21                                                                | Qual. Europeo Under-21 2019                                                     | -                                                                               | 84’                                                                             |
| Totale                                                                          |                                                                                 | Presenze                                                                        | 3                                                                               |                                                                                 | Reti                                                                            | 0                                                                               |                                                                                 |